# Ōdai (Mie)
Ōdai (大台町 Ōdai-chō?) es un pueblo localizado en la prefectura de Mie, Japón. En junio de 2019 tenía una población de 8.937 habitantes y una densidad de población de 24,6 personas por km². Su área total es de 362,86 km².

## Geografía

### Localidades circundantes
- Prefectura de Mie
  - Matsusaka
  - Taki
  - Taiki
  - Watarai
  - Kihoku
- Prefectura de Nara
  - Kawakami
  - Kamikitayama

## Demografía
Según datos del censo japonés, la población de Ōdai ha disminuido en los últimos años.
| Año del censo | Población |
| ------------- | --------- |
| 1995          | 11.758    |
| 2000          | 11.399    |
| 2005          | 11.099    |
| 2010          | 10.416    |
| 2015          | 9.557     |